# Regensburger Religionsgespräch (1546)
Das zweite Regensburger Religionsgespräch von 1546 wurde von Kaiser Karl V. als Ablenkungsmanöver genutzt, um die evangelischen Reichsstände von seinen Kriegsvorbereitungen zur Niederschlagung der Reformation abzulenken. Das erste Regensburger Religionsgespräch hatte vom 5. April bis zum 22. Mai 1541 stattgefunden.
Das Religionsgespräch fand vom 27. Januar bis 10. März 1546 in Regensburg statt, im Vorfeld des (verspätet erst im Juni eröffneten) Reichstags von Regensburg 1546. Es war vom Kaiser im Hinblick auf das von Papst Paul III. im März 1545 in Trient einberufene Konzil anberaumt worden, um das zwischen Katholiken und Protestanten strittige Thema der Rechtfertigungslehre zu verhandeln. Das Thema war bereits in mehreren Religionsgesprächen ergebnislos diskutiert worden, so dass der Kaiser davon ausgehen konnte, dass es auch diesmal nicht zu einem Konsens kommen würde. 
Am Gespräch waren beteiligt
- als Präsidenten Graf Friedrich II. von Fürstenberg (1496–1559) und der Bischof von Eichstätt Moritz von Hutten (1503–1552), zu denen später noch Julius von Pflug (1499–1564) kam;
- als protestantische Auditoren Laurentius Zoch (1477–1547), Graf Wolrad II. von Waldeck (1509–1578), Balthasar von Gültingen (um 1500–1563), Georg Volkamer (1497–1554) aus Nürnberg;
- als katholische Auditoren die königlichen Räte Vizekanzler Georg von Loxau (Loxanus, Logschau, Lokschany, tschechisch Jiří z Lokšan) (1491–1551) aus Böhmen, Landvogt und Reichspfennigmeister Georg von Ilsung zu Trutzburg (1510–1580) aus Augsburg, Domherr und Bundesrichter Dr. Kaspar von Kaltenthal († 1552) aus Augsburg, später Dr. Bartholomaeus Latomus (1485–1570);
- als protestantische Kolloquenten Martin Bucer (1491–1551), Georg Major (1502–1574), Erhard Schnepf (1495–1558), Johannes Brenz (1499–1570);
- als katholische Kolloquenten Pedro de Malvenda († nach 1551/52), Eberhard Billick (1499–1557), Johannes Hoffmeister (1509/10–1547), Johannes Cochläus (1479–1552);
- als protestantische Adjunkten Johannes Pistorius (1504–1583), Martin Frecht (1494–1556), später Veit Dietrich (1506–1549)
- und als katholische Adjunkten Ambrosius Pelargus (um 1493/94–1561) und Nikolaus Blanckaert (Alexander Candidus) († 1555).

Am 18. Februar 1546 starb Martin Luther noch während des Religionsgesprächs, so dass den Protestanten ihr theologischer Führer fehlte. Wie erwartet verlief das Gespräch ergebnislos, da man sich weder über den eigentlichen Gegenstand des Streits noch über die Verfahrensfragen einigen konnte. Karl V., dessen Machtstellung im Reich sich durch den Frieden von Crépy mit Frankreich und einen vorläufigen Waffenstillstand im Krieg gegen die Türken entscheidend verbessert hatte, bereitete im Geheimen bereits den Schmalkaldischen Krieg vor, in dem er die Reformation im Reich gewaltsam zurückdrängte.